# Gaël Suter
Gaël Suter (Aigle, 23 de março de 1992) é um desportista suíço que compete no ciclismo na modalidade de pista. Ganhou duas medalhas no Campeonato Europeu de Ciclismo em Pista de 2016, ouro na carreira de scratch e prata no omnium.

## Medalheiro internacional
| Campeonato Europeu | Campeonato Europeu      | Campeonato Europeu | Campeonato Europeu |
| Ano                | Lugar                   | Medalha            | Competição         |
| ------------------ | ----------------------- | ------------------ | ------------------ |
| 2016               | Saint-Quentin ( França) | Medalha de ouro    | Scratch            |
| 2016               | Saint-Quentin ( França) | Medalha de prata   | Omnium             |